# Jan Ekels (młodszy)

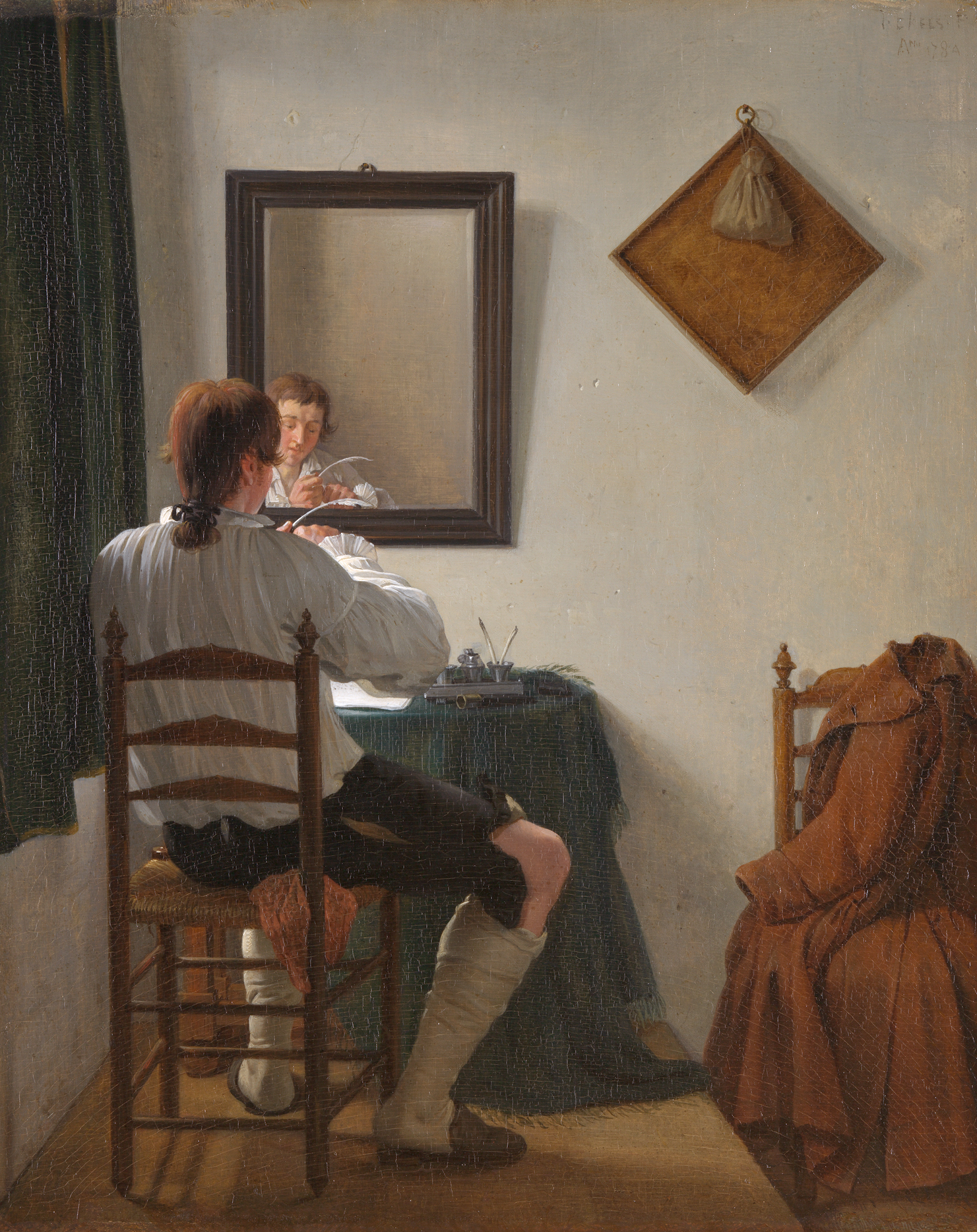
Mężczyzna siedzący przed lustrem, 1784, olej na panelu, 27,5 × 23,5 cm, Rijksmuseum w Amsterdamie

Jan Ekels młodszy znany też jako Jan Ekels II (ur. 28 czerwca 1759 w Amsterdamie, zm. 4 czerwca 1793 tamże) – holenderski malarz scen rodzajowych.
Jego pierwszym nauczycielem był ojciec Jan Ekels starszy (1724-1780), malarz wedut. Naukę kontynuował w Tekenacademie w Amsterdamie i dwa lata w Paryżu (1776-1778), gdzie poznał twórczość Jeana Chardina. Po powrocie do Amsterdamu malował głównie sceny rodzajowe i portrety, kilkakrotnie był nagradzany przez Akademię, działał też w stowarzyszeniu artystycznym Felix Meritis. Artysta zmarł niespodziewanie w 34 roku życia, prawdopodobnie na udar.
Na twórczość Jana Ekelsa wpływ mieli XVII-wieczni artyści holenderscy tacy jak Jan Vermeer, Gabriël Metsu i Pieter de Hooch. Zachowało się około 50 jego prac, z których najbardziej znany jest niewielki obraz Mężczyzna siedzący przed lustrem z 1784 roku, obecnie w Rijksmuseum w Amsterdamie, stanowiący artystyczny hołd złożony Vermeerowi.